# Чаковец
Ча́ковец (хорв. Čakovec) — город в Хорватии, в северной части страны. Административный центр и крупнейший город Меджимурской жупании. Население — 15 147 человек (2001).

## Общие сведения

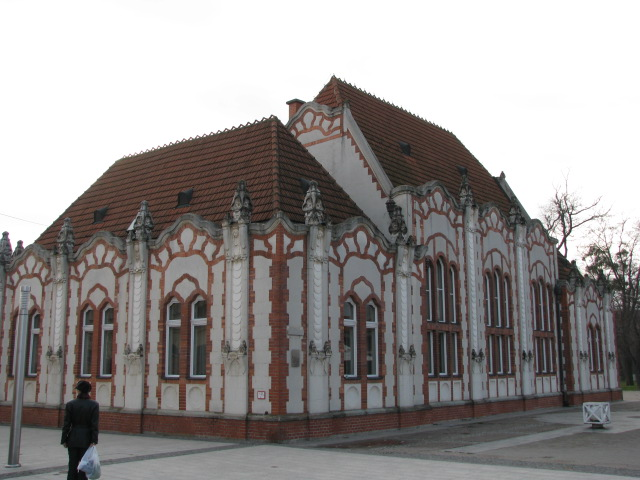
Сецессионный дворец

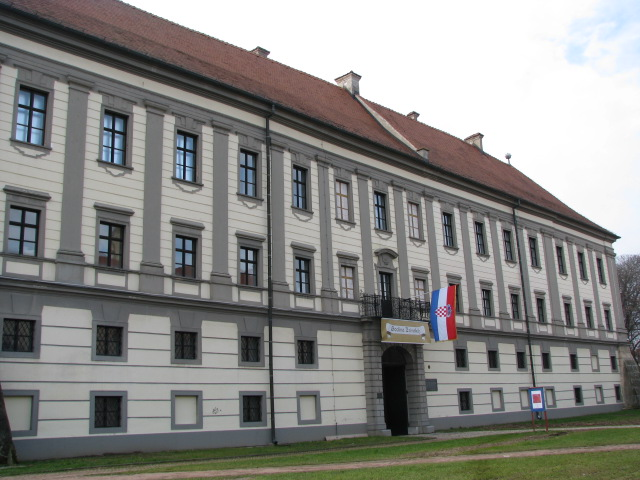
Замок Зринских

Чаковец расположен в самом северном регионе стране — междуречье рек Дравы и Муры, известном как Меджимурье. Второй из самых северных городов страны после города Мурско-Средишче.
В 7 километрах к западу и в 20 километрах к северу от города проходит граница со Словенией, в 20 километрах к востоку — граница с Венгрией.
В 12 километрах к югу от Чаковца находится город Вараждин, в 15 километрах к северу — Мурско-Средишче.
Через город проходит автомобильное шоссе, ведущее из Венгрии в Вараждин и Загреб, а также несколько железных дорог, ведущих в окрестные города Хорватии, Венгрии и Словении. В трёх километрах от города находится небольшой аэропорт, способный принимать малые самолёты.

## Демография
Согласно переписи 2011 года население города составляет 15 147 человек, вместе с пригородами население агломерации — 30 455 человек. Подавляющее большинство населения — хорваты (93 %), самым крупным национальным меньшинством являются цыгане — 3,6 %. Далее статистика населения Чаковца с 1857 по 2011: 
1857 - 2678
1869 - 3269
1880 - 4178
1890 - 4514
1900 - 5402
1910 - 5913
1921 - 6377
1931 - 6893
1948 - 7037
1953 - 7684
1961 - 9643
1971 - 11 773
1981 - 14 595
1991 - 15 999
2001 - 15 790
2011 - 15 147

### Пригородные посёлки
- Ивановец (2093 чел.)
- Куршанец (1528 чел.)
- Ново Село-Рок (1441 чел.)
- Миховлян (1380 чел.)
- Мачковец (1326 чел.)
- Савська Вес (1217 чел.)
- Ново Село-на-Драве (634 чел.)
- Криштановец (626 чел.)
- Жишковец (543 чел.)
- Тотовец (534 чел.)
- Шандоровец (335 чел.)
- Слеменице (244 чел.)

## Экономика
Чаковец — развитый индустриальный город который является центром бизнеса и образования в Меджимурье. Главные отрасли промышленности — производство текстиля, обуви, металлообработка, пищевая и химическая промышленность. Компания TIZ Зринский, базирующаяся в Чаковце, является крупнейшей полиграфической компанией в стране, а также одной из крупнейших компаний в северной Хорватии. Многие книги, изданные в стране, печатаются на этой фабрике. Город также является базой для нескольких компаний, занимающихся строительством, производством строительных материалов и пластмасс. Некоторые из крупнейших компаний, базирующихся в городе, это текстильные и швейные компании Čateks и Međimurska Trikotaža Čakovec, а также производителя обуви Jelen, в то время как компании Čakovečki mlinovi (пекарня) и Vajda (мясные продукты) являются основными производителями свежей пищи в городе.

## Климат
Средняя годовая температура составляет 10,23 °C. Осадков в среднем 826 мм/год.

## История

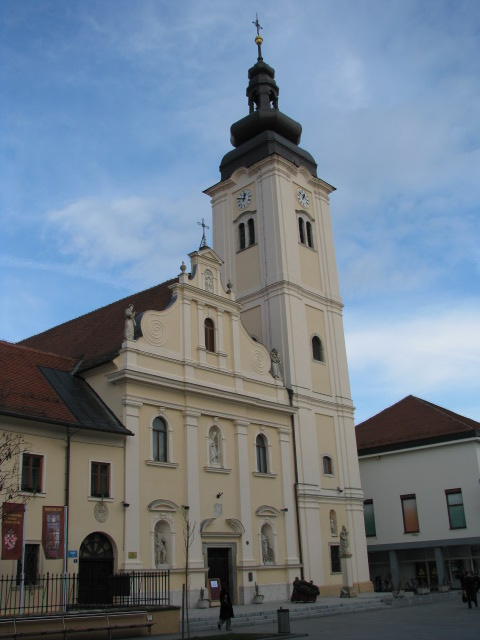
Церковь св. Николая

В римские времена на месте современного города располагался укреплённый лагерь Акуама.
Впервые под своим современным именем город упомянут в 1328 году. Название происходит от фамилии венгерского князя Дмитрия Чаки, построившего в XIII веке деревянную башню, получившее его имя, и затем перешедшее на весь город.
В 1466 году власть над городом перешла к знатной княжеской фамилии Зринских, после чего Чаковец начал бурно развиваться. В 1579 году Чаковец получил городские привилегии.
В 1738 году город был сильно разрушен землетрясением, а в 1741 году большим пожаром. В 1848 году был присоединён к Хорватии, имевшей автономию в составе Австро-Венгрии.
После Первой мировой войны вместе со всей Хорватией Чаковец вошёл в состав Королевства сербов, хорватов и словенцев, а позднее — в состав Югославии. В 1941—1945 годах был оккупирован венгерской армией. С 1991 года — в составе независимой Хорватии.

## Достопримечательности
- Замок Зринских — хорошо сохранившийся замок семьи Зринских. Ныне в нём расположен музей Меджимурья.
- Сецессионный дворец — дворец в стиле Венский сецессион.
- Храм св. Николая.
- Парк Зринских

## Города-партнёры
- Надьканижа
- Плоньск
- Шрамберг